# Semiothisa percnoptera
Semiothisa percnoptera är en fjärilsart som beskrevs av Louis Beethoven Prout 1915. Semiothisa percnoptera ingår i släktet Semiothisa och familjen mätare. Inga underarter finns listade i Catalogue of Life.